# Eugenia itacarensis
Eugenia itacarensis är en myrtenväxtart som beskrevs av Joáo Rodrigues de Mattos. Eugenia itacarensis ingår i släktet Eugenia och familjen myrtenväxter. Inga underarter finns listade i Catalogue of Life.